# Коргон (Аксыйский район)
Коргон (кирг. Коргон) — село в Аксыйском районе Джалал-Абадской области Кыргызстана. Входит в состав Авлетимского айылного аймака.

## География
Село расположено в южной части области, на берегах реки Афлатун (правый приток реки Кара-Суу), на расстоянии приблизительно 23 километров (по прямой) к северо-востоку от города Кербен, административного центра района. Абсолютная высота — 1006 метров над уровнем моря.

## Население
Согласно оценочным данным Национального статистического комитета Кыргызской Республики, численность населения села на начало 2023 года составляла 1863 человека.
| год     | 2009 | 2014 | 2015 | 2020 | 2021 | 2023 |
| ------- | ---- | ---- | ---- | ---- | ---- | ---- |
| человек | 1871 | 1870 | 1388 | 1805 | 1829 | 1863 |